# Kurd (keresztnév)
A Kurd török eredetű régi magyar személynév, jelentése farkas.

## Gyakorisága
Az 1990-es években szórványos név, a 2000-es években nem szerepel a 100 leggyakoribb férfinév között.

## Névnapok
- augusztus 23.[2]
- szeptember 1.[2]
- október 31.[2]